# Charles Gagnon (umělec)
Charles Gagnon (23. května 1934, Montréal – 16. dubna 2003, tamtéž) byl kanadský multidisciplinární umělec známý pro svou malbu, fotografii a film.

## Kariéra
Charles Gagnon se narodil a vyrostl v Montrealu. Studoval grafické umění a interiérový design na Parsons School of Design v New Yorku, poté pokračoval na New York School of Interior Design. Navštěvoval také večerní kurzy na Newyorské univerzitě, kde studoval u Paula Bracha (1955–1960). Vzkvétající experimentální avantgarda města ho fascinovala a přispěla k rozvoji jeho přístupu: V New Yorku byl v době, kdy se umělci Robert Rauschenberg a Jasper Johns odpoutali od abstraktního expresionismu. Během těchto let, stimulován egyptským křídlem Metropolitního muzea, stejně jako britskými malíři, které viděl v New Yorku, a samotným městem, zejména jeho znaky a opotřebovanými povrchy některých budov, působil jako malíř a fotograf. Později se měl nazývat členem New York School of Montreal, ačkoli žádná taková škola nikdy neexistovala.
Když se vrátil do Montrealu, začal produkovat nejen obrazy, ale i konstrukce boxů. Začal do svých obrazů v New Yorku začleňovat písmena a čísla, a začal vytvářet velká čtvercová a obdélníková chromatická pole, která jako by do sebe zapadala. Jejich uspořádání členilo kompozici a vytvářelo okenní otvory. Zvláštní zájem této série s názvem Gap Paintings spočívá v prostorové nejednoznačnosti způsobené souhrou formálních protikladů – mezi přímou linií a cákanci barvy či gestickými tahy, mezi rovinností barevných ploch a pocitem hloubky vytvářené jejich překrýváním. Série The Gap (1962–1963) měla také krajinářský rozměr, jak napovídaly zelené plochy a průhledy do obrazového prostoru.
Po této sérii Gagnon rozvinul myšlenku kontrastních povrchů a materiálů. Vytvářel také sítotisky, zvukové koláže a experimentální filmy. Jeho malba spadá do několika hlavních období: bílé malby (1967–1969), markerů / Marqueurs (1973–1974), se Splitscreenspace series (1976 až 1983) a word paintings (1986 až 1990). Gagnon také pracoval s fotografií, a to zejména na konci 70. let. V 90. letech střídal fotografii a malbu, až obojí spojil. Jak napsal jeden historik umění, jeho umění je potvrzením toho, že malba může být zároveň „abstraktní, reprezentativní, figurativní a konceptuální“.
Gagnon měl za svůj život řadu retrospektiv a samostatných i skupinových výstav. Musée d'art contemporain de Montréal představilo jeho celkovou tvorbu v roce 2001. V roce 2000 Kanadské muzeum současné fotografie a Kanadská národní galerie v Ottawě uspořádaly výstavy jeho fotografií; a v roce 2004 uskutečnila Kanadská národní galerie výstavu jeho prací. Umělcova díla jsou v mnoha veřejných galeriích, včetně National Gallery of Canada.
Gagnon začal svou učitelskou kariéru na Loyola College (nyní Concordia University ) v Montrealu. V roce 1975 nastoupil na katedru vizuálních umění na Ottawské univerzitě, kde vyučoval fotografii a mediální umění až do svého odchodu do důchodu v roce 1996.
Zemřel na mrtvici v Montrealu 16. dubna 2003.
Přijímací stipendium Charlese Gagnona Master of Fine Arts bylo založeno v roce 2004 katedrou vizuálních umění, University of Ottawa po jeho smrti.

## Osobní život
Gagnonova dcera je spisovatelka, kulturní kritička, kurátorka a pedagožka Monika Kin Gagnon, jejíž práce zkoumá rasu, etnicitu a pohlaví v médiích, alternativních médiích a kulturní dopady globalizace. Věnovala se také projektům kolem světové výstavy Expo '67.